# Albertino José de Oliveira
Albertino José de Oliveira (Escada, 6 de janeiro de 1914 — Vitória de Santo Antão, ? de abril de 1964) foi um camponês, presidente da Liga Camponesa de Vitória de Santo Antão, em Pernambuco, durante a Ditadura Militar no Brasil. Albertino José foi encontrado morto por um vizinho próximo à mata do Engenho São José. A versão oficial da Secretaria de Segurança Pública de Pernambuco informava que o camponês teria se suicidado por envenenamento. As circunstâncias de sua morte foram objeto de investigação da Comissão Nacional da Verdade, que concluiu que Albertino José foi morto por agentes do Estado no regime militar.

## Biografia
Albertino José de Oliveira nasceu em 6 de janeiro de 1914 em Escada, no estado de Pernambuco. Era filho de Maria Joaquina da Silva e José Alberto de Farias. Ele era camponês, residia e trabalhava no engenho Serra, em Vitória de Santo Antão, cujo proprietário era Manoel de Barros Bezerra Cavalcante. Albertino José se casou em 11 de dezembro de 1940 com Severina Maria da Paz, com quem teve filhos.
Albertino José foi presidente da Liga Camponesa de Vitória de Santo Antão. No município, também funcionavam outras três ligas: a de Caiçara, a de Galileia e a de Mauês. Os trabalhadores rurais começaram a se organizar após o então presidente Getúlio Vargas, nos anos 60, não incluir tal classe nos benefícios trabalhistas.
Em 1960, ocorreu um grande movimento dos camponeses pela obtenção de terras, liderado pelas Ligas Camponesas de Vitória de Santo Antão. Para pressionar o governo do estado de Pernambuco, os trabalhadores rurais ocupavam alguns engenhos — como o Galileia e o Terra Preta. Os protestos trouxeram duas vitórias para a Liga: a sanção de um Projeto de Lei e o Decreto nº 525 de 3 de setembro de 1960, que desapropriou as terras e colocou-as à disposição da Companhia de Revenda e Colonização.
Em 1964, os camponeses reagiram ao golpe civil-militar no Brasil e ocuparam a prefeitura de Vitória de Santo Antão, o quartel de polícia, a estação de rádio, a central telefônica, a central telegráfica, a estação ferroviárias e os postos de gasolina. Albertino José tomou a frente de cinco mil trabalhadores rurais armados durante dois dias, enquanto ocupavam a cidade. Neste período, os órgãos tomados ficaram sob comando dos líderes das Ligas Camponesas.
No terceiro dia, em 3 de abril, as Forças Armadas e agentes do Departamento de Ordem Política e Social (DOPS), ocuparam a cidade e iniciaram as prisões dos camponeses. O principal alvo dos policiais era os líderes das Ligas Camponesas. Alguns dias depois, o corpo de Albertino José foi encontrado sem vida na mata por Sebastião Pereira da Silva, seu genro, nas proximidades do Engenho São José e do sítio que vivia com a família. Na versão da Secretaria de Segurança Pública de Pernambuco, consta que o camponês teria se suicidado.

## Desaparecimento e morte
O corpo de Albertino José foi encontrado morto por Sebastião Pereira da Silva na mata perto do Engenho São José. O vizinho, que o encontrou, avisou a família sobre a morte do líder camponês para fazer o reconhecimento e também à polícia. Os seus filhos o reconheceram pelas roupas que trajava, porque o seu corpo já estava em um estado avançado de decomposição e muito machucado pelos urubus. Sua mulher, Severina, não conseguiu chegar porque o local era de difícil acesso.
A polícia somente compareceu ao local da morte cinco dias após o corpo de Albertino José ter sido encontrado. Ela recolheu o corpo, colocou-o em uma mala e o\o levou para o cemitério da cidade. À época, em matérias de jornais da cidade, a morte de Albertino José foi divulgado e foi informado que o inquérito estava sob responsabilidade do major Rômulo Pereira. Não foram encontrados registros deste inquérito nos órgãos do município.
À Comissão Nacional da Verdade, a família informou que Albertino José teria desaparecido em uma terça-feira e encontrado no domingo. O delegado de Vitória de Santo Antão solicitou um exame necroscópico ao Instituto Médico Legal (IML) de Pernambuco no dia 15 de abril de 1964, às 19h45. A terça-feira que antecede esta data é o dia 10 de abril de 1964. Mesmo assim, não há a precisão no dia da morte de Albertino José.
A necroscopia foi realizada no Cemitério de Vitória, onde foi levado Albertino José pelos policiais. O documento da perícia não concluiu a causa da morte de Albertino José. Os peritos afirmaram à época que não dispunham de elementos suficiente para opinar se a morte dele foi causada por envenenamento, fogo ou explosivo. Em nota oficial, a Secretaria de Segurança Pública de Pernambuco afirmou que o militante havia se suicidado por envenenamento.
A polícia não deixou a família ter acesso ao corpo de Albertino José e não realizou nenhum tipo de cerimônia ou homenagem para ele. Ainda não foram encontrados os restos mortais do presidente da Liga Camponesa. O seu corpo não foi localizado no Cemitério de Vitória.

### Investigação
Na investigação da Comissão Estadual da Memória e Verdade Dom Helder Câmara (CEMVDHC) de Pernambuco, os pesquisadores não encontraram o prontuário de Albertino José no arquivo do DOPS. Também não consta registro de sua prisão e não há menção em seu nome nos depoimentos dos presos políticos da cidade. A única menção ao camponês é no aviso número 01861, de 2 de dezembro de 1993, produzido pelos próprios militares. Foi registrado um "nada consta", o que pode significar que Albertino José foi investigado.
Sebastião Pereira da Silva, que resgatou o corpo de Albertino José, prestou depoimento à Comissão Nacional da Verdade sobre o seu desaparecimento, as buscas realizadas no local e o descaso da polícia. O genro apresentou a certidão de óbito do camponês e também a certidão de nascimento de seus filhos. Manoel Antônio de Lira, seu conhecido, que testemunhou o resgate à época, também falou sobre Albertino José.
Ainda, os moradores de Vitória de Santo Antão fizeram um abaixo-assinado atestando que Albertino José existiu, que ele foi um líder do movimento camponês, que ele participou da ocupação da cidade em 1964 e que ele foi morto pelas suas atividades políticas.
Há uma confusão de nomes envolvendo o camponês. Albertino José foi reconhecido como "Albertino José de Farias", sobrenome do pai, "Albertino José da Silva", sobrenome da mãe e "Albertino José de Oliveira", como é citado na maioria dos casos.
Em 7 de janeiro de 2019, foi publicada uma decisão da Comissão sobre Mortos e Desaparecidos Políticos que reconheceu Albertino José como "vítima da ditadura militar". A publicação aconteceu durante o governo de Jair Bolsonaro e o responsável pelo documento foi o Ministério da Mulher, da Família e dos Direitos Humanos, comandado por Damares Alves.

## Homenagens
Albertino José foi homenageado nomeando ruas em Recife, capital de estado Pernambuco, em São Paulo, capital do estado de São Paulo e em Patos de Minas, município de Minas Gerais.

## Comissão Nacional da Verdade
Em 10 de dezembro de 2014, a Comissão Nacional da Verdade (CNV) entregou o relatório que identificou 434 mortos e desaparecidos durante a Ditadura Militar no Brasil. Foram dois anos e sete meses de trabalho para analisar os casos não-solucionados de assassinatos no período. No documento, constam descrições de casos de tortura, prisão e morte de camponeses, indígenas e membros da Igreja Católica. Para o grupo que analisou os casos, "a classe trabalhadora e o seu movimento sindical" foram os principais alvos do regime.
O 24º nome da lista de desaparecidos e mortos na Ditadura Militar é o de Albertino José de Farias.